# Opsaroa fulvinota
Opsaroa fulvinota là một loài bướm đêm thuộc phân họ Arctiinae, họ Erebidae.